# Marta Soler Gallart
Marta Soler Gallart ist eine spanische Soziologin, die als Professorin an der Universität Barcelona forscht und lehrt. Sie ist außerdem Direktorin der dortigen Community of Researchers on Excellence for All (CERA). Sie ist amtierende Präsidentin (2019–2021) der European Sociological Association und Herausgeberin der Zeitschrift International Sociology.
Soler Gallart wurde 2001 an der US-amerikanischen Harvard University zur Ph.D. promoviert. Ihre Forschungsgebiete sind: Ungleichheit, Armut und soziale Ausgrenzung; Soziale, kulturelle und wirtschaftliche Ungleichheiten; Kultur, Wissen und Innovation; Soziale Organisation von Wissen, Wissenschaft und Technologie.

## Schriften (Auswahl)
- Achieving social impact. Sociology in the public sphere. Springer, Cham (Schweiz) 2017, ISBN 9783319602707.
- Mit anderen: Europe must fund social sciences. In: Nature 528, 193 (2015). doi:10.1038/528193d